# منير فخري عبد النور
منير فخري عبد النور (القاهرة 21 أغسطس 1945م -) عُيّن وزيرًا للسياحة في حكومة أحمد شفيق وبقي في منصبه في حكومة عصام شرف ثم حكومة كمال الجنزوري . وهو خبير برلماني وسكرتير عام حزب الوفد الجديد وعضو مجلس إدارة البورصة، وعضو بالمجلس القومي لحقوق الإنسان (المستقيل) وعضو مجلس إدارة مركز بحوث ودراسات الدول النامية وكان من مغامرين قلائل في سوق الغذاء عبر شركة فيتراك للصناعات الغذائية.
كان نائبًا في مجلس الشعب في برلمان 2000م عن دائرة الوايلي.
جدير بالذكر أنه حفيد فخري بك عبد النور، والذي كان أحد أقطاب الوفد البارزين وأحد المشاركين في ثورة 1919.